# Jacob Binzer
Jacob Binzer, född 28 oktober 1966 i Frederiksberg utanför Köpenhamn. Binzer har smeknamnet Cobber och spelar gitarr, keyboard och körsång i det danska bandet D-A-D. Jesper Binzer, som är vokalist i D-A-D, är hans bror. 